# محمد علي شو
محمد علي شو (بالفرنسية: Mohamed-Ali Cho) (مواليد 19 يناير 2004) هو لاعب كرة قدم يلعب كمهاجم في نادي أنجيه.ولد في فرنسا ويمثل منتخب إنجلترا للشباب.

## روابط خارجية
- محمد علي شو على موقع الاتحاد الأوربي (الإنجليزية)
- محمد علي شو على موقع إي إس بي إن إف سي (الإنجليزية)
- محمد علي شو على موقع قاعدة بيانات كرة القدم.إي يو (الإنجليزية)
- محمد علي شو على موقع ليكيب (الفرنسية)
- محمد علي شو على موقع Soccerbase.com (لاعب) (الإنجليزية)
- محمد علي شو على موقع Soccerway.com (الإنجليزية)
- محمد علي شو على موقع عالم كرة القدم.نت (الإنجليزية)
- محمد علي شو على موقع كووورة
- محمد علي شو على موقع AS.com (الإسبانية)